# Тетрастигма
Тетрастигма (лат. Tetrastigma) — рід рослин родини Виноградові. Існує понад 130 видів цього роду у Південній та Південно-Східній Азії, а також Північній Австралії (1 вид). Декілька видів використовують з декоративною метою і як кімнатні рослини під назвою «кімнатний виноград», «дикий виноград».

## Етимологія
Назва роду походить від дав.-гр. τέτρα — «чотири», і лат. stigma — «рильце» (від дав.-гр. στίγμα — знак, мітка, пляма): через наявність 4-роздільного або 4-лопатевого приймочка. Рослини являють собою вічнозелені ліани, що досягають довжини 50 м та більше. Листя 3- , 5- або 7-частчасті, великі. Квітки дрібні, зібрані в багатоквіткові несправжні парасольки; приймочка 4-дольчаста, розсічена.

## Історія
Викопний фрагмент насіння раннього міоцену Tetrastigma sp. був знайдений у чеській частині басейну Циттау. Макрофоссилії були виявлені на пізньому занклському ярусі пліоцену в Покапаллі, Італія.

## Види
За інформацією бази даних Plants of the World Online (2023) рід включає 137 видів тетрастигми. Деякі з них:
- Tetrastigma bracteolatum (Wall.) Planch.
- Tetrastigma harmandii Planch.
- Tetrastigma leucostaphylum (Dennst.(інші мови)) Alston(інші мови) ex Mabb.(інші мови), вирощують як кімнатна культура.
- Tetrastigma voinierianum — Тетрастигма Вуанье, одна з найбільш поширених кімнатних культур.
- Tetrastigma nitens (F.Muell.) Planch.
- Tetrastigma planicaule (Hook.f.) Gagnep.
- Tetrastigma pubinerve (Merr.) & Chun(інші мови)
- Tetrastigma serrulatum (Roxb.) & Planch.